# Episodi di Mystery and Imagination (prima stagione)
La prima stagione della serie televisiva Mystery and Imagination, composta da 7 episodi, è stata trasmessa nel Regno Unito dalla rete ITV dal 29 gennaio al 12 marzo 1966.
In Italia la serie è inedita.
| n° | Titolo originale               | Trasmissione originale |
| -- | ------------------------------ | ---------------------- |
| 1  | The Lost Stradivarius          | 29 gennaio 1966        |
| 2  | The Body Snatcher              | 5 febbraio 1966        |
| 3  | The Fall of the House of Usher | 12 febbraio 1966       |
| 4  | The Open Door                  | 19 febbraio 1966       |
| 5  | The Tractate Middoth           | 26 febbraio 1966       |
| 6  | Lost Hearts                    | 5 marzo 1966           |
| 7  | The Canterville Ghost          | 12 marzo 1966          |